# Vidrio de fluorofosfato
El vidrio de fluorofosfato es una clase de vidrios ópticos compuestos por metafosfatos y fluoruros de diversos metales. Es una variante de los vidrios fosfatados. Los vidrios de fluorofosfato son muy poco comunes en la naturaleza. Los vidrios de fluorofosfato tienen una pérdida teórica ultrabaja de 0,001 dB/km, una vida fluorescente más larga de las tierras raras y un coeficiente de expansión térmica más bajo de ~13×10-6/°C.
Algunos vidrios de fluorofosfato se utilizan como vidrios de baja dispersión. Algunos muestran una dispersión parcial anómala. Uno de estos vidrios está compuesto por Ba(PO3)2, Al(PO3)3, AlF3 y fluoruros alcalinotérreos MgF2, CaF2, SrF2 y BaF2, con posible adición de titanio, sodio, potasio y/o hidrógeno. Los componentes por % en peso son 0,5-3% Mg, 8-10% Ca, 12-20% Sr, 9-12% Ba, 7-9% Al, 5-9% P, 8-12% O, y 35-38% F .
Algunos vidrios de fluorofosfato dopados se utilizan en la tecnología láser. Los elementos de tierras raras son dopantes populares. Una de sus aplicaciones son los amplificadores ópticos.
Se pueden emplear dopantes exóticos como los fullerenosy los puntos cuánticos.
Los vidrios de estaño-fluorofosfato dopados con tungsteno (SnO-SnF2-P2O5) pueden utilizarse para el sellado hermético de diodos orgánicos emisores de luz y otros dispositivos.